# Зубастики
«Зубастики» (англ. Critters) — американський фантастичний фільм жахів 1986 року режисера Стівена Херека.

## Сюжет
Вони не вийшли ростом, але по лютості з ними не зрівняється жодна земна істота — це Зубастики! Волохаті безжальні тварюки з жахливою пащею прибули з космосу, щоб знищити цивілізацію людей. І почали вони з звичайної сільської ферми в Канзасі, де зжирають все, що трапляється їм на зуб (у тому числі і людей). Добре, що в космосі є ще й відважні герої, які приходять на допомогу переляканим місцевим жителям. Тільки об'єднані зусилля й хитромудра стратегія допоможуть перемогти ненажерливих інопланетних звіряток.

## У ролях
| Актор               | Роль               |
| ------------------- | ------------------ |
| Ді Воллес-Стоун     | Хелен Браун        |
| М. Еммет Волш       | Харв               |
| Біллі Грін Буш      | Джей Браун         |
| Скотт Граймз        | Бред Браун         |
| Надін Ван дер Велде | Ейпріл Браун       |
| Дон Кіт Оппер       | Чарлі МакФадден    |
| Біллі Зейн          | Стів Елліот        |
| Ітен Філліпс        | Джефф Барнс        |
| Терренс Манн        | Джонні Стіл / Уг   |
| Джеремі Лоуренс     | Преподобний Міллер |
| Лін Шей             | Саллі              |
| Майкл Лі Годжін     | Занті              |
| Арт Франкель        | Ед                 |
| Дуглас Кот          | боулер 1           |
| Монтроуз Хагінс     | органіст           |
| Роджер Хемптон      | Джейк              |
| Чак Ліндслі         | гравець у пул 1    |
| Девід Стенстром     | гравець у пул 2    |
| Аделе Маліс-Морі    | жінка 1            |
| Корі Бертон         | зубастики          |

## Саундтрек
| Список треків | Список треків                           | Список треків |
| #             | Назва                                   | Тривалість    |
| ------------- | --------------------------------------- | ------------- |
| 1.            | «Main Title»                            | 6:46          |
| 2.            | «Charlie's Accident»                    | 0:43          |
| 3.            | «Jay And Brad Look For The Critters»    | 2:40          |
| 4.            | «Jeff Is Dinner»                        | 0:59          |
| 5.            | «Looking In The Cellar»                 | 4:26          |
| 6.            | «The Bounty Hunters Critters Get Steve» | 3:52          |
| 7.            | «Critters Hunt For Lunch»               | 3:57          |
| 8.            | «Brad Burns A Critter»                  | 3:15          |
| 9.            | «They're Growing»                       | 2:11          |
| 10.           | «Meanwhile Back At The House»           | 2:10          |
| 11.           | «Looking For Chewy»                     | 1:42          |
| 12.           | «Brad Goes After April»                 | 2:19          |
| 13.           | «The Critters Are Destroyed»            | 3:52          |
| 14.           | «The House Returns»                     | 5:07          |
| 15.           | «Critters Skitter»                      | 3:28          |
| 47:27         |                                         |               |